# Кетунеле (комуна)
Кетунеле (рум. Cătunele) — комуна у повіті Горж в Румунії. До складу комуни входять такі села (дані про населення за 2002 рік):
- Валя-Минестірій (436 осіб)
- Валя-Перілор (476 осіб)
- Дялу-Віїлор (192 особи)
- Кетунеле (413 осіб) — адміністративний центр комуни
- Лупоая (880 осіб)
- Стейк (244 особи)

Комуна розташована на відстані 256 км на захід від Бухареста, 34 км на південний захід від Тиргу-Жіу, 93 км на північний захід від Крайови.

## Населення
За даними перепису населення 2002 року у комуні проживала 2641 особа.
Національний склад населення комуни:
| Національність   | Кількість осіб | Відсоток |
| ---------------- | -------------- | -------- |
| румуни           | 2639           | 99,9%    |
| угорці           | 1              | < 0,1%   |
| росіяни-липовани | 1              | < 0,1%   |

Рідною мовою назвали:
| Мова      | Кількість осіб | Відсоток |
| --------- | -------------- | -------- |
| румунська | 2639           | 99,9%    |
| угорська  | 1              | < 0,1%   |
| російська | 1              | < 0,1%   |

Склад населення комуни за віросповіданням:
| Релігія        | Кількість осіб | Відсоток |
| -------------- | -------------- | -------- |
| православні    | 2584           | 97,8%    |
| адвентисти     | 23             | 0,9%     |
| п'ятдесятники  | 18             | 0,7%     |
| баптисти       | 10             | 0,4%     |
| не релігійні   | 2              | 0,1%     |
| греко-католики | 1              | < 0,1%   |